# NGC 1208
NGC 1208 is een spiraalvormig sterrenstelsel in het sterrenbeeld Eridanus. Het hemelobject werd op 10 januari 1785 ontdekt door de Duits-Britse astronoom William Herschel.

## Synoniemen
- PGC 11647
- MCG -2-8-47
- IRAS03037-0943